# Evangeliarium van Munsterbilzen

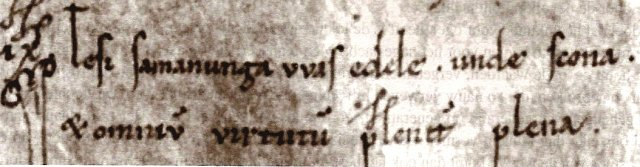
Tesi samanunga (tekst uit Evangeliarium van Munsterbilzen, 1130)

Het Evangeliarium van Munsterbilzen is een liturgisch boek dat de evangelie-lezingen van de H. Mis bevat. Het is in het Duitse Augsburg geschreven aan het begin van de 9e eeuw. Het kwam in 1096 in het bezit van de abdij van Munsterbilzen (gelegen in het huidige Bilzen) - waar ook de Wachtendonckse Psalmen werden bewaard - en werd tot aan de opheffing van de abdij bewaard in het adellijk damesstift aldaar. Dit Evangeliarium bevat ook de oudste bewaard gebleven zin in het Limburgs en een van de oudste zinnen in het Nederlands. Hij luidt:
Tesi samanunga vvas edele unde scona ("Deze verzameling (kloostergemeenschap) was edel en schoon". 
Dit zinnetje speelt in de geschiedenis van het Nederlands een essentiële rol. Het komt vlak na Hebban olla vogala ( ... ), dat lang bekendstond als de oudste nog bewaarde getuigenis (in Oxford) van de Nederlandse taal. "Tesi samanunga" is in 1130 bijgeschreven in het evangeliarium van Munsterbilzen, volgend op een lijst van dertig namen van nonnen uit het klooster. Het gaat dan verder in het Latijn:
et omnium virtutum pleniter plena
"en geheel vervuld van alle deugden".
Het evangeliarium bevat ook de Ordo Stellae, een driekoningenspel, dat als het oudste toneelspel uit de Nederlanden geldt.
Het wordt bewaard in de bibliotheek van de Bollandisten bij het Brusselse Collège Saint-Michel.
Ada-evangeliarium · Barberini-evangeliarium · Boek van Armagh · Evangeliarium van Augustinus van Canterbury · Book of Durrow · Book of Kells · Codex Argenteus · Codex aureus van St. Emmeram · Codex Carolinus · Codex Aureus Epternacensis · Codex Eyckensis · Codex Gissensis · Diatessaron · Durham-evangeliarium · Evangeliarium van Echternach · Evangeliarium van Egmond · Evangeliarium van Lorsch · Gefragmenteerd evangelieboek (A. II. 10.) · Godescalc-evangelistarium · Lichfield-evangeliën · Lindisfarne-evangeliarium · Luikse diatessaron · Mac Durnan-evangeliarium · Middelnederlandse Apocalyps · Minuskel 76 · Evangeliarium van Munsterbilzen · Otho-Corpus-evangeliarium · Evangelieboek van Sankt Gallen · Xanten-evangeliarium